# Плимут (Англия)
Пли́мут (англ. Plymouth [ˈplɪməθ]) — город в Англии, выделенный в унитарную единицу со статусом «сити», на юго-западе церемониального графства Девон. В нем расположены военные судоверфи и крупнейшая в Западной Европе военно-морская база.

## История
Первые поселения на территории города относятся к Бронзовому веку. Датой основания самого города считается XII век. Название города означает «Устье Плима» по его расположению.
Преобразован в унитарную единицу 1 апреля 1998 года из района Плимут неметропольного графства Девон.

## География
Занимает территорию 79 км² на полуострове Корнуолл, омывается на юге и западе проливом Ла-Манш, на севере и востоке граничит с неметропольным графством Девон.

### Климат
| Показатель                    | Янв. | Фев. | Март | Апр. | Май  | Июнь | Июль | Авг. | Сен. | Окт. | Нояб. | Дек. | Год  |
| ----------------------------- | ---- | ---- | ---- | ---- | ---- | ---- | ---- | ---- | ---- | ---- | ----- | ---- | ---- |
| Абсолютный максимум, °C       | 17,0 | 17,3 | 19,3 | 23,8 | 25,9 | 32,0 | 31,0 | 30,9 | 26,3 | 23,8 | 17,1  | 16,1 | 32,0 |
| Средний суточный максимум, °C | 8,8  | 8,7  | 10,3 | 12,5 | 15,3 | 17,9 | 19,7 | 19,8 | 17,9 | 14,7 | 11,6  | 9,3  | 13,9 |
| Средняя температура, °C       | 6,5  | 6,1  | 7,5  | 9,1  | 12,0 | 14,5 | 16,4 | 16,5 | 14,7 | 12,0 | 9,1   | 7,1  | 11,0 |
| Средний суточный минимум, °C  | 4,2  | 3,9  | 4,9  | 5,9  | 8,7  | 11,2 | 13,3 | 13,3 | 11,5 | 9,4  | 6,6   | 4,8  | 8,1  |
| Абсолютный минимум, °C        | −9   | −6,5 | −4,5 | −2   | −1   | 1,0  | 6,0  | 5,9  | 1,3  | −1   | −4,2  | −6   | −9   |
| Норма осадков, мм             | 109  | 82   | 80   | 60   | 64   | 55   | 58   | 62   | 67   | 107  | 109   | 114  | 967  |
| Источник: Погода и Климат     |      |      |      |      |      |      |      |      |      |      |       |      |      |

## Население
Население 240 720 жителей, при средней плотности населения 3017 чел./км² по данным переписи 2001 г.

Население 256 384 жителей, при средней плотности населения 3211 чел./км² по данным переписи 2011 г.

## Экономика
В городе сосредоточены судостроительные верфи, предприятия по переработке рыбы. Военно-морская база Королевского флота.

## Политика
Плимут управляется городским советом, состоящим из 57 депутатов, избранных в 20 округах. В результате последних выборов 32 места в совете занимают консерваторы.

## Спорт
В Плимуте базируется профессиональный футбольный клуб «Плимут Аргайл», принимающий соперников на стадионе «Хоум Парк» вместимостью ~19 000 зрителей.

## Архитектура
На территории города расположен Плимутский кафедральный собор 1858 года постройки, центр католической епархии Плимута.